# 清华家
清华家，是公家家格的一种。家格位于最高位的摄家之下，大臣家之上。官位方面，可以兼任近卫大将、大臣，最高可以晋升至太政大臣。然而，江户时代的太政大臣仅限摄政、关白的经验者担任，因此清华家最高能就任的官职（极官）实际上只能到左大臣（实际上在江户时期清华家担任左大臣的情形仅有10例，且任期相对也短）。江户时代，清华家初任官可任从五位下侍从（摄家为正五位下近卫权少将），之后可经近卫权中将、权中納言、权大纳言（虽然也可兼任近卫大将，但当时左近卫大将被摄家所独占，因此实际上只能兼任右近卫大将）的顺序成为大臣，但是晋升速度比摄家慢，而且成为大臣后任期很短的例子也很多。
清华家也被称作英雄家、华族。因此明治以前，华族是专指清华家的。这个时期摄家与清华家的子弟被称作公達（きんだち）。
明治时期由于华族令的颁布，原則上清华家被授予侯爵位，但是三条家因維新的功績被授予公爵，曾被授侯爵位的西園寺家和德大寺家也在稍后被授予公爵位。
清华家最终有以下的9家。其中里4家是閑院流藤原氏（三条家、西園寺家、德大寺家、今出川家）。另外，同样是閑院流藤原氏的洞院家虽然在鎌倉至室町时期在朝廷多任要职，但在战国时代初期家世断绝。

## 七家
久我家
初代是村上天皇第八皇子具平親王之子右大臣源師房（1008年 - 1077年），是村上源氏的嫡流。師房是御堂关白藤原道長的女婿，亦是藤原道長嫡男頼通的養子，因此其子孙与摄关家有复杂的姻戚关係。師房的五世孫内大臣通親（1149年 - 1202年）与丹後局联手，和当时的关白九条兼実对立，是被称作「源博陸」的很有权势的人物。久我家的嫡流长时间兼任源氏長者以及淳和・奨学両院的別当，然而在室町時代被武家源氏的将軍足利義満剥夺了这种地位。天文年間絕嗣，過繼近衛尚通幼子久我晴通為嗣，此後久我家由攝關家繼承。
「久我家」的名稱是京都西南山城国愛宕郡久我（今京都市伏見区久我）的副業「久我水閣」而由來。分家是公家諸家，包括大臣家中院家以及羽林家中的六条家・岩倉家・千種家・東久世家・久世家・梅溪家・愛宕家・植松家合共九家。
家業：笛；江户时代の家禄：700石；家紋：五個龍謄車。
三条家（転法輪三条家）
屬藤原北家閑院流（太政大臣藤原公季的子孫）。初代是权大納言公实的長男太政大臣三条实行（1080年 - 1162年）。为了与从这个三条家分离出去的，属于大臣家的正親町三条家（実愛時代改稱「嵯峨」）进行区别，此家族常被称作転法輪三条家。
庶流是由大臣家正親町三条家的三条西開始，另外有羽林家滋野井家、姊小路家等家系。
家業：笛・裝束；江户时代收入：469石；家紋：唐菱花。
西園寺家
藤原北家閑院流。初代是上面提到的权大納言公实的次男权中納言西園寺通季（1090年 - 1128年）。因为母亲是正室，所以西園寺通季为嫡子，但由于英年早逝，在兄弟中官位是最低的。到了第四代太政大臣公經（1171年 - 1244年）时，西園寺家作为親幕派，在承久之乱後获得了权势、从摄关家夺得了外戚的地位和关東申次的世袭职位。公経在京洛北山建立氏寺西園寺，成為了家名的由來。
庶流為洞院家（斷絕）、今出川家（菊亭家）、羽林家清水谷家、四辻家、橋本家、大宮家等。
家業：琵琶；江户时代收入：597石；家紋：逆时针三叉的巴（一种纹样）。
德大寺家
藤原北家閑院流。初代是藤原公实的三男左大臣德大寺实能（1096年 - 1157年）。實能的嫡孫左大臣實定（1139年 - 1191年）是藤原俊成的妹妹所生，因此是有名的歌人定家的表弟、實定自己也是优秀的歌人。这个家族虽然几乎独占了鳥羽・後白河院政期的後宮，但鎌倉之後漸漸衰落。与西園寺家有强烈的同族意識，例如明治時代的西園寺公望便是出生于德大寺家，随后入嗣于西園寺家的。
家業：笛；江户时代收入：約410石；家紋：木瓜花菱浮線綾。
花山院家
藤原北家師実流（花山院流）。攝政太政大臣師実次男右大臣花山院家忠（1062年 - 1136年）開始。因为家忠领有花山上皇的御所東一条院（花山院），故得此名。三代忠雅（1124年 - 1193年）不仅于朝政上有所建树，也因为与平清盛有親戚关係，所以很罕见的被提拔为太政大臣。其他家系包括羽林家中山家、野宮家及今城家。
家業：笙及筆道；江户时代收入：約750石；家紋：杜若菱。
大炊御門家
藤原北家師実流（花山院流）。初代和花山院家同样是摄政師実的儿子大炊御門经实（1068年 - 1131年）。家族宅院位于大炊御門北、万里小路東，故名。虽然经实的官位止于权大納言，但他的儿子経宗（1119年 - 1189年）因为是二条天皇的外舅而享有权势，晉升左大臣後確保了清华家的家格。
家業：筆道、和歌、和琴、笛、裝束；江户时代收入：約400石；家紋：菱に片喰草。
今出川家（菊亭家）
藤原北家閑院流，是西園寺家庶流。是鎌倉時代太政大臣西園寺實兼兒子左大臣兼季的分家、由於到今出川殿居所治理，改稱今出川。維新後將今出川改稱，改用別稱菊亭。
家業：琵琶；江户时代收入：約1655石；家紋：三葉楓。

## 九清华
（上面7家加上下面的两家）
醍醐家
藤原北家摄关流。是江户时代从五摄家中的一条家分家出来的支系。初代是摄政一条昭良的次男权大納言醍醐冬基（1648年 - 1697年）。
禄高：約312石；家紋：下垂藤。
广幡家
正親町源氏。正親町天皇的皇孙八条宮智仁親王之子源忠幸（1623年 - 1669年）被臣籍降下所創立。初代为忠幸，虽然臣籍降下时忠幸前往尾張藩赴任成为了武家，之后又回到京都晋升为大納言。
禄高：約500石；家紋：十六葉裏菊。

## 关連項目
- 华族 (日本)
- 摄家
- 藤原北家
- 源氏
- 太政大臣